# Wasini Island
Wasini Island ist eine kenianische Insel im äußersten Südosten des Landes.

## Lage
Wasini liegt südöstlich des kenianischen Festlandes im Indischen Ozean. Die nächstgelegene Stadt auf dem Festland ist Shimone, wohin man von der Insel mit einer Fähre gelangt.

## Orte
Die zwei Orte auf der Insel sind Wasini Village im Westen der Insel und Mkwiro im Osten der Insel.

## Bevölkerung
Ein Großteil der Bevölkerung gehört der Vumba-Ethnie an. Auf Grund des Tourismus, der die Insel wirtschaftlich attraktiver machte, kamen einige Swahili vom Festland, sodass diese im Jahr 2008 11 % der Bevölkerung ausmachten. Diese Zahl war auf Grund schwächerer Touristenzahlen in den folgenden Jahren rückläufig.

## Infrastruktur
Auf der Insel gibt es weder Straßen noch Autos. In Wasini Village gibt es eine Grundschule und einen kleinen Hafen, von dem aus die Fähre nach Shimone ablegt.

## Wirtschaft
Ein großer Teil der Bevölkerung ist in der Fischerei tätig, die hauptsächlich aus dem Fang von Meerbarben, Papageifischen, Rochen, Sebastes, Oktopussen, Hummern, Doktorfischen und Krabben besteht. Wasini Island zieht auch Touristen an, wobei die wichtigste Attraktion der Kisite-Mpunguti Marine National Park ist. Außerdem können Touristen schnorcheln und an Delfintouren teilnehmen.